# Holley
Holley és una vila del Comtat d'Orleans (Nova York) dels Estats Units d'Amèrica.

## Demografia
Segons el cens dels Estats Units del 2000 Holley tenia 1.802 habitants, 788 habitatges, i 464 famílies. La densitat de població era de 547,8 habitants/km².
Dels 788 habitatges en un 32,7% hi vivien nens de menys de 18 anys, en un 42% hi vivien parelles casades, en un 12,6% dones solteres, i en un 41% no eren unitats familiars. En el 33,9% dels habitatges hi vivien persones soles el 13,5% de les quals corresponia a persones de 65 anys o més que vivien soles. El nombre mitjà de persones vivint en cada habitatge era de 2,29 i el nombre mitjà de persones que vivien en cada família era de 2,95.
Per edats la població es repartia de la següent manera: un 26,5% tenia menys de 18 anys, un 8,5% entre 18 i 24, un 31,4% entre 25 i 44, un 21,4% de 45 a 60 i un 12,2% 65 anys o més.
L'edat mediana era de 35 anys. Per cada 100 dones de 18 o més anys hi havia 93,1 homes.
La renda mediana per habitatge era de 36.367 $ i la renda mediana per família de 49.200 $. Els homes tenien una renda mediana de 31.019 $ mentre que les dones 23.077 $. La renda per capita de la població era de 17.388 $. Entorn del 7,6% de les famílies i el 10,2% de la població estaven per davall del llindar de pobresa.